# ボウイ・ラム
ボウイ・ラム（林保怡、Bowie Lam、1965年9月4日 - ）は、香港出身の男性歌手・元TVB俳優。愛称はBowie。身長は178cm。体重は73kg。

## 出演作品

### テレビドラマ(TVB)
- 1991年：『男盜女差』 - 李祖蔭 役（テレサ・モー、夏雨、文雪兒、胡美儀と共に）
- 1992年：『破繭邊緣』 - 周宏 役（張兆輝、ロレッタ・リー、楊寶玲、陳美琪と共に）
- 1992年：『大時代』 - 陳滔滔 役（ラウ・チンワン、アダム・チェン、ロレッタ・リー、ヴィヴィアン・チョウと共に）
- 1992年：『兄兄我我』 - 溫昌 役（梁小冰、廖偉雄、梅小惠、朱慧珊と共に）
- 1993年：『偸心大少』 - 何俊傑 役（藍潔瑛、郭藹明、ボビー・アウヨンと共に）
- 1993年：『居者有其屋』 - 麥基 役（廖啓智、陳秀雯、張鳳妮、陶大宇と共に）
- 1994年：『Catwalk俏佳人』 - 梁世傑 役（陶大宇、麥家琪、郭可盈、ウィリアム・ソーと共に）
- 1994年：『千歲情人』 - 凌克洋 役（王靖雯、アレックス・フォン、單立文、宣萱と共に）
- 1994年：『壹號皇庭III』 - 李世宏 役（ボビー・アウヨン、陳秀雯、陶大宇、ウィリアム・ソーと共に）
- 1994年：『廉政行動1994』 - 任文中（ICAC捜査員）役（郭晋安、劉松仁、曾華倩、曾江と共に）
- 1995年：『男人四十一頭家』 - 曾兆昌 役（アダム・チェン、陳秀雯、陳芷菁、徐濠縈と共に）
- 1995年：『壹號皇庭IV』 - 方偉豪（Kelvin）役（ボビー・アウヨン、陳秀雯、陶大宇、ウィリアム・ソーと共に）
- 1995年：『一切從失蹤開始』 - 呉華生 役（マギー・チョン、劉松仁、陳美琪、關詠荷と共に）
- 1996年：『新上海灘』 - 謝東 役
- 1997年：『壹號皇庭V』 - 方偉豪（Kelvin）役（ボビー・アウヨン、陶大宇、呉啓華、陳慧珊と共に）
- 1997年：『隱形怪傑』 - 陳水井 役（林家棟、陳妙瑛、ミリアム・ヨンと共に）
- 1997年：『鑑證實錄』 - 曾家原（大佬原）役（陳慧珊、李珊珊、鍾麗淇、陳美琪と共に）
- 1998年：『妙手仁心』 - 黎國柱（Henry）役（呉啓華、エイダ・チョイ、陳慧珊、陳芷菁と共に）
- 1999年：『鑑證實錄II』 - 曾家原（大佬原）役（陳慧珊、李珊珊、鍾麗淇、陳美琪と共に）
- 1999年：『非常保鑣』 - 雷天寶 役（陳妙瑛、張兆輝、張慧儀、スティーヴン・マーと共に）
- 2000年：『緣份無邊界』 - 周國正 役（マギー・チョン、陳琪、陳彦行、黄智賢と共に）
- 2000年：『新鮮人』 - 方家輝 役（馮徳倫、蒙嘉慧、容祖兒、メリッサ・ンと共に）
- 2000年：『妙手仁心II』 - 黎國柱（Henry）役（呉啓華、蒙嘉慧、陳潔儀、モーゼス・チャンと共に）
- 2002年：『彩色世界』 - 張家發 役（宣萱、ジョイス・タン、鄧浩光、唐文龍と共に）
- 2002年：『談談情・練練武』 - 呉家傑 役（ソニジャ・クオック、龔蓓苾、袁彩雲、パトリック・タンと共に）
- 2003年：『智勇新警界』 - 方瓦仔 役（郭可盈、馬徳鐘、陳浩民、タヴィア・ヨンと共に）
- 2004年：『紫禁城 華の嵐』 - 孫白颺/孫大人 役（シャーメイン・シェー、ジジ・ライ、モーゼス・チャン、梁琤と共に）
- 2005年：『奪命真夫』 - 羅理浩（Leo）役（クリスティーン・ン、温兆倫、蘇玉華、歐倩怡と共に）
- 2005年：『妙手仁心III』 - 黎國柱（Henry）役（呉啓華、ジジ・ライ、メリッサ・ン、バーニス・リウと共に）
- 2005年：『隨時候命』 - 葉青雲（Benjamin）役（イーキン・チェン、シャーメイン・シェー、リンダ・チョン、シャーリー・ヨンと共に）
- 2006年：『火舞黄沙』 - 閻萬曦 役（ジジ・ライ、モーゼス・チャン、シャーメイン・シェー、エイダ・チョイと共に）
- 2006年：『刑事情報科』 - 鍾正（Tony）役（王喜、クリスティーン・ン、邵美琪、黄徳斌と共に）
- 製作中：『珠光寶氣』 - 高常勝（Calvin）役（モーゼス・チャン、李司棋、エイダ・チョイ、ジジ・ライ、邵美琪、ボスコ・ウォン、リンダ・チョンと共に）

### テレビ映画
- 殭屍醫生（1990年）
- 超級計劃（1993年）
- 鐵翼驚情（2004年）
- 神槍手（2008年）

### テレビドラマ(その他)
- 親親孩子天（香港ラジオテレビ）
- カンフーサッカー（2004年） - 林中豹 役

### 番組司会(TVB)
- 大長今短説（2005年）
- 江山美人（2006年）
- 好友移城（2008年）

## 音楽作品

### アルバム
- 1989年：『Natural』
- 1991年：『Make My Day』
- 1992年：『流水飄』
- 2001年：『愛不出口』
- 2004年：『夢迴慾孽』

### 歌曲
- 離合圓缺
- 愛慾迷宮
- 不知不覚（陳潔儀とのデュエット）
- 和你的毎一天
- 愛
- 一字馬
- 不要怕黑
- 合上眼睛看世界
- 談談情練練武（広東語版）
- 談談情練練武（北京語版）
- 思念
- 不配相擁
- 灰色錯對
- 風沙
- 砒霜（ジジ・ライとのデュエット）
- 情報
- 兒女